# Dévényi Ildikó
Dévényi Ildikó (Pécs, 1960. augusztus 16. –) magyar színésznő, koreográfus.

## Életpályája
A pécsi Művészeti Szakközépiskola tánctagozatán érettségizett, majd 1978-tól a Győri Balett tagja lett. Szikora János prózai szerepeket is osztott rá és 1980-tól már a győri Kisfaludy Színház színésznőjeként lépett színpadra. 1982-től a Pécsi Nemzeti Színházhoz szerződött. 1999-től szabadfoglalkozású színművésznő. Koreográfiákat is készít. Dolgozott többek között a Pécsi Harmadik Színházban, Szurdi Miklós Társulatában, a Kassai Thália Színházban, a székesfehérvári Vörösmarty Színházban és az egri Gárdonyi Géza Színházban is.

## Fontosabb színházi szerepei
- Huszka Jenő: Gül baba... Fatime
- Huszka Jenő: Mária főhadnagy... Panni
- Kálmán Imre: Cirkuszhercegnő... Miss Mabel Gibson
- Pierre Barillet – Jean Pierre Grédy – Nádas Gábor – Szenes Iván: A kaktusz virága... Boticelli "Tavasza"
- John Gay: Koldusopera:... Ribanczy Manczi
- Lewis Carroll: Alice csodaországban... Alice
- Lope de Vega: A kertész kutyája... Marcella
- Edward Bond: Kinn vagyunk a vízből... Liz
- Szomory Dezső: Bella... Miss Dorothy
- Schwajda György: Mari... Eszti
- Marcel Aymé: Clérambard... Brigitte
- Romhányi József: Csipkerózsika... Csipkerózsika
- Hunyady Sándor – Szakonyi Károly: A három sárkány... Kitty
- Peter Shaffer: Vígjáték a sötétben... Carol
- Ábrahám Pál: Bál a Savoyban... Daisy Parker
- Jacobi Viktor: Sybill... Sarah
- Siegfried Geyer: Gyertyafény keringő... Nagysága
- Szirmai Albert – Bakonyi Károly: Mágnás Miska... Marcsa
- George Axelrod: Viszlát, Charlie... Charlie
- Békeffi István – Fényes Szabolcs: Rigó Jancsi... Lisette
- Bohumil Hrabal – Ivo Krobot: Szigorúan ellenőrzött vonatok... grófnő
- Moravetz Levente – Balásy Szabolcs – Horváth Krisztián – Papp Zoltán: Zrínyi 1566... Anna, szakácsnő
- Moravetz Levente: Egy – személyes – duett... A nő
- Moravetz Levente - Balásy Szabolcs – Horváth Krisztián: A fejedelem... M. Hercegnő
- Moravetz Levente: Csiki-csuki... Jolán
- Moravetz Levente – Horváth Krisztián: Örömlányok végnapjai... Csöpi
- Moravetz Levente – Horváth Krisztián: Ha jő a nő, avagy a világ teremtődése... Éva
- Hana Januszewska – Kós Lajos – Papp Zoltán: A gyáva kistigris... szereplő,
- Georg Kreisler: Lola Blau... Lola Blau
- Füst Milán: A lázadó... Klementin
- Novák János – Fábri Péter – Keller Zsuzsa: Csillaglány... Kamilla, a papagály
- Thuróczy Katalin: Mátyás mesék... Ló
- Thuróczy Katalin – Inter Magyar Zenekar: Meseurópa... Connaught tündér; Kalán néni; Múmin; Aesopus rókája
- Carlo Collodi: Pinokkió... macska, tündér
- Eve Ensler: Vagina monológok... szereplő
- Verebes István: Remix, avagy három a nagylány... Összes többi nő
- Háy János: A Herner Ferike faterja... Anya, a Krekács Béla muterja
- Görgey Gábor: Bulvár... Csík Dóra (újságíró) (Újpest Színház)
- Vadnay László – Békeffi István – Márkus Alfréd: Tisztelt Ház... II. Nő (Fehérné)
- Kiss Judit Ágnes: Prága, főpályaudvar... Alzbeta (boltvezető)
- Bach Szilvia: Alt duett... Hédi
- Örkény István: E kor nekünk szülőnk és megölőnk... szereplő
- Spiró György: Príma környék... Feleség
- St. Evea Armos: Egy életem két halálom... Ada Wilcox
- Szakonyi Károly: Adáshiba... Bódogné
- Balogh Robert: Közmagyar... Kék ruhás nő, Idős parasztnéni, Drága Hölgyem
- Pivarnyik Anikó: Karády... Mohácsi Ilona

## Rendezés
- Pivarnyik Anikó: Karády
- Pivarnyik Anikó: Beszélj!

## Koreográfiáiból
- Ábrahám Pál: Viktória  (Gárdonyi Géza Színház)
- Siegfried Geyer: Gyertyafény keringő (Kassai Thália Színház)
- Rudyard Kipling – Békés Pál – Dés László – Geszti Péter: A dzsungel könyve (Kassai Thália Színház)
- William Somerset Maugham – Nádas Gáor – Szenes Iván: Imádok férjhez menni (Kassai Thália Színház)
- Kálmán Imre: Marica grófnő (Kassai Thália Színház)
- Nemes István – Böhm György – Korcsmáros György – Horváth Péter – Dés László: Valahol Európában (Kassai Thália Színház)
- Peter Venczel – Moravetz Levente: Ali Baba és vAgy negyven rabló (Kassai Thália Színház)
- Zerkovitz Béla – Szilágyi László: Csókos asszony (Kassai Thália Színház) (Gárdonyi Géza Színház)
- Thuróczy Katalin: Mátyás mesék (Gárdonyi Géza Színház)
- OmegA (Líceum udvar)

## Könyv
- Dévényi Ildikó – Moravetz Levente: Aranybohóc – A Magyar Nemzeti Cirkusz legendája (Pannónia Könyvek, 2009)

## Filmek, tv
- Trombi és a Tűzmanó (1987-1990)
- Maksavízió
- Casino (sorozat) (2011)
- Zrínyi 1566 (2012)
- Mula-tó (sorozat) (2014-2015)